# Chris Wallace (Footballspieler)
Chris Wallace (* 4. November 1975 in Springfield, Ohio) ist ein ehemaliger US-amerikanischer American-Football- und Arena-Football-Spieler auf der Position des Quarterbacks.

## Karriere
1993 ging Wallace an die University of Toledo, wo er für die Toledo Rockets College Football spielte. Er war zwei Jahre lang Starter und warf dabei für 5.454 Yards und 44 Touchdowns. Im NFL Draft wurde er nicht ausgewählt. Danach erhielt er ein Probetraining bei den Pittsburgh Steelers, wurde von diesen jedoch nicht unter Vertrag genommen. Im Anschluss blieb er dem Profifootball für ein Jahr fern.
Im Februar 2000 verpflichteten ihn die Carolina Rhinos aus der af2. Im Anschluss spielte er bei den Orlando Predators. Am 24. März 2002 wurde er auf der Injured Reserve List platziert. Ab 2002 spielte er bei den Florida Firecats. Seit 2005 startete Wallace 83 Spiele in Folge, ehe er aufgrund einer Verletzung ein Spiel verpasste. In der af2 setzte er die Rekorde für meiste erworfene Yards, meiste Touchdowns und den Saisonrekord für Total Yardage.
2011 spielte er für die New Orleans VooDoo und Pittsburgh Power in der Arena Football League. 2012 begann er für die Florida Tarpons zu spielen und führte sie 2013 zum Sieg in der Ultimate Indoor Football League. Im Anschluss wurde er Head Coach der Columbus Beast aus der X-League. Nachdem das Team doch nicht aufgestellt wurde, wurde ihm der Posten des Head Coaches der Marion Blue Racers angeboten, was er jedoch ablehnte. 2014 begann er bei den Blue Racers aus der Continental Indoor Football League (CIFL) zu spielen. 2015 begann er erneut für die Tarpons zu spielen. Bereits in seinem ersten Jahr führte er sie erneut zu  einer Meisterschaft, diesmal in der X-League. Am 27. November 2017 wurde sein Vertrag verlängert. 2018 spielte er mit den Atlanta Havoc in der American Arena League.
Nach der Saison 2018 trat Wallace vom Profisport zurück. Seit 2014 ist er Offensive Coordinator einer Highschoolmannschaft. 2020 wurde Wallace in die Ruhmeshalle der Toledo Rockets aufgenommen.